# Dekanat bałaszyski
Dekanat bałaszyski – jeden z 48 dekanatów eparchii moskiewskiej obwodowej Rosyjskiego Kościoła Prawosławnego. Obejmuje cerkwie położone w rejonie bałaszyskim obwodu moskiewskiego. Funkcjonuje w nim dziewiętnaście cerkwi parafialnych miejskich, pięć cerkwi parafialnych wiejskich, jedenaście filialnych, świątynia szpitalna, trzy kaplice, cerkiew domowa i cerkiew-baptysterium.
Funkcję dziekana pełni biskup bałaszycki Mikołaj (Pogriebniak).

## Cerkwie w dekanacie[1]
- Cerkiew Iwerskiej Ikony Matki Bożej w Abramcewie
- Cerkiew św. Katarzyny w Bałaszysze
- Cerkiew Przemienienia Pańskiego w Bałaszysze

Cerkiew św. Łukasza Wojno-Jasienieckiego w Bałaszysze
Cerkiew św. Włodzimierza w Bałaszysze
Cerkiew Ikony Matki Bożej „Wszechkrólowa” w Bałaszysze
Kaplica Odnowienia Świątyni Zmartwychwstania Pańskiego w Jerozolimie w Bałaszysze
Cerkiew Sergiusza z Radoneża w Bałaszysze
Cerkiew domowa św. Jerzego w Bałaszysze
- Cerkiew św. Męczennic Wiery, Nadziei, Luby i matki ich Zofii w Bałaszysze
- Cerkiew Poczajowskiej Ikony Matki Bożej w Bałaszysze
- Cerkiew Narodzenia Matki Bożej w Bałaszysze

Cerkiew św. Jerzego w Bałaszysze
- Cerkiew Ikony Matki Bożej „Krzew Gorejący” w Bałaszysze

Cerkiew św. Dymitra Dońskiego w Bałaszysze
- Cerkiew św. Serafina z Sarowa w Bałaszysze
- Cerkiew św. Mikołaja i św. Michała Archanioła w Bałaszysze
- Cerkiew św. Sawy Storożewskiego w Bałaszysze
- Cerkiew św. Aleksandra Newskiego w Bałaszysze

Cerkiew św. Męczennicy Wielkiej Księżnej Elżbiety w Bałaszysze
Cerkiew-baptysterium św. Włodzimierza w Bałaszysze
- Cerkiew św. Mikołaja w Bałaszysze
- Cerkiew Świętych Nowomęczenników i Wyznawców Rosyjskich w Żeleznodorożnym
- Cerkiew św. Teodora Uszakowa w Żeleznodorożnym

Cerkiew św. Łukasza w Żeleznodorożnym
Kaplica św. Sergiusza z Radoneża w Żeleznodorożnym
- Cerkiew Przemienienia Pańskiego w Żeleznodorożnym
- Cerkiew Ikony Matki Bożej „Poszukiwanie Zaginionych” w Żeleznodorożnym
- Cerkiew Trójcy Świętej w Żeleznodorożnym
- Cerkiew Świętych Cyryla i Metodego w Żeleznodorożnym
- Cerkiew św. Mikołaja w Nowo-Milecie
- Cerkiew Trójcy Świętej w Pawlinie

Cerkiew Zmartwychwstania Pańskiego w Pawlinie
- Cerkiew Ikony Opieki Matki Bożej w Piechra-Pokrowskim
- Cerkiew św. Mikołaja w Połtiewie
- Cerkiew Trójcy Świętej w Rieutowie

Kaplica św. Jerzego w Rieutowie
- Cerkiew Kazańskiej Ikony Matki Bożej w Rieutowie

Cerkiew szpitalna św. Konstantyna Bogorodskiego w Rieutowie
Cerkiew św. Pantelejmona w Rieutowie
Cerkiew św. Michała Archanioła w Rieutowie